# Complementariteit (moleculaire biologie)
Complementariteit is een fundamentele eigenschap van dubbelstrengse nucleïnezuren (DNA of RNA). Als de nucleotiden tussen de twee strengen onderling basenparen kunnen vormen, zijn de strengen complementair aan elkaar. In de natuur is complementariteit het basisprincipe van DNA-replicatie, transcriptie en translatie. Het kan alleen tot stand komen wanneer de DNA of RNA-ketens antiparallel tegenover elkaar liggen. In dubbelstrengs DNA gaat het hierbij om de verbinding van purines (adenine en guanine) met pyrimidines (thymine, cytosine en uracil in RNA).
DNA-reparatie en andere regulerende mechanismen in nucleïnezuren zijn gebaseerd op complementaire basenparen. In normale situatie is er in de DNA-helix sprake van een volledige complementariteit: elke nucleotide ligt tegenover een complementaire nucleotide. Dit zorgt voor een optimaal stabiel nucleïnezuur. In de biotechnologie wordt ook gebruik gemaakt van het principe van complementariteit. Met behulp van het enzym reverse-transcriptase kan langs een mRNA-keten (een gen) enkelstrengs DNA worden gevormd. Hoewel complementariteit meestal wordt gezien tussen twee afzonderlijke ketens van DNA of RNA, is het ook mogelijk dat een sequentie interne complementariteit heeft, zelfcomplementariteit. Dit kan tot gevolg hebben dat een nucleïnezuur met zichzelf gaat basenparen zodat het lokaal wordt opgevouwen. Dit is met name van belang bij RNA-moleculen.

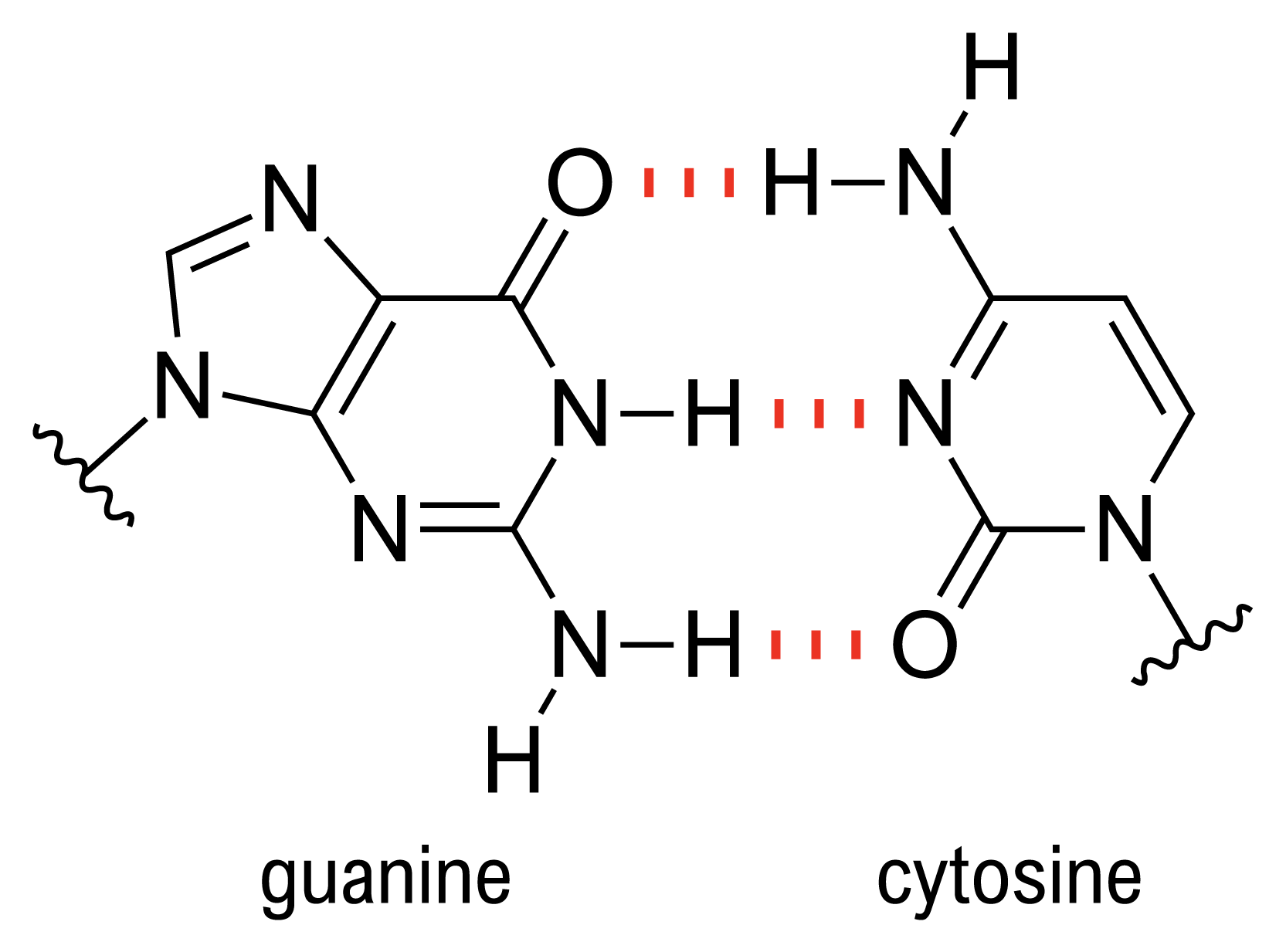
Complementaire stikstofbasen (cytosine en guanine), verbonden door waterstofbruggen, aangegeven met stippellijntjes
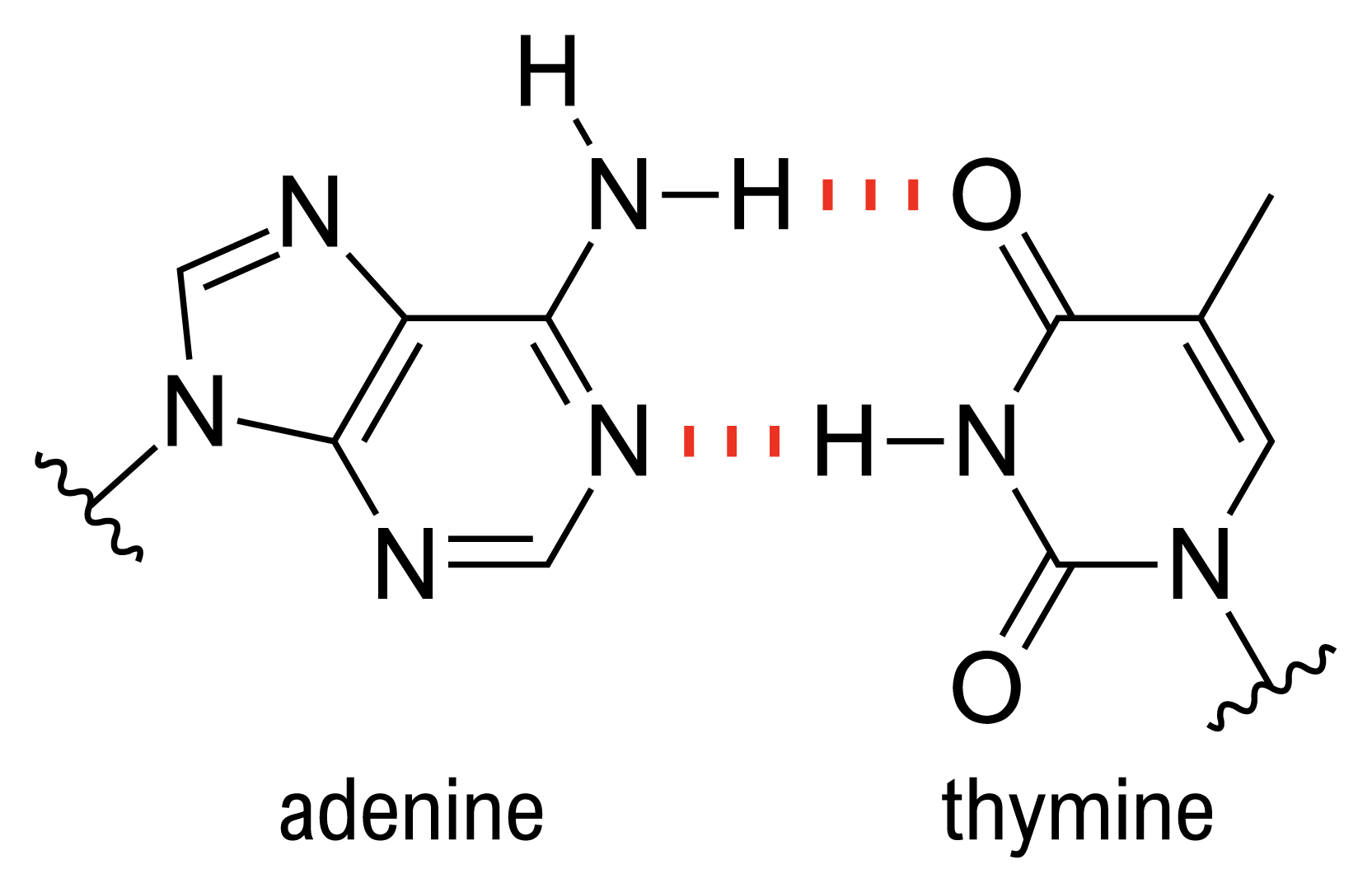
Complementaire stikstofbasen (adenine en thymine), verbonden door waterstofbruggen, aangegeven met stippellijntjes

Nucleïnezuurstrengen kunnen ook hybriden vormen wanneer enkelstrengs DNA hybridiseert met complementair DNA of RNA. Dit principe is de basis van algemeen uitgevoerde laboratoriumtechnieken zoals de polymerase-kettingreactie (PCR). De twee strengen van complementaire sequenties zijn sense en anti-sense. De sense-streng is in het algemeen de sequentie van DNA of het RNA dat werd gegenereerd in transcriptie. De antisense-streng is daarentegen de streng die complementair is aan de sense-sequentie.

## Zelfcomplementariteit
Een enkelstrengs nucleïnezuur kan twee of meer sequenties bevatten waarvan de nucleotiden complementair zijn aan elkaar. In een dergelijke situatie is het mogelijk dat de complementaire nucleotiden onderling waterstofbruggen vormen, zodat de keten zichzelf opvouwt. Het nucleïnezuur wordt dan lokaal dubbelstrengs. Afhankelijk van hoe dicht de complementaire sequenties bij elkaar liggen, kan de streng haarspeldlussen, uitstulpingen of interne lussen vormen. Dergelijke structuren komen vaker voor bij RNA dan bij DNA, omdat DNA van nature dubbelstrengs is en omdat RNA de nucleotide uracil bevat die met guanine kan basenparen. 
Moleculen als tRNA bevatten een aantal verschillende zelfcomplementaire sequenties waardoor een secundaire structuur tot stand komt (lokale helices). Deze ruimtelijke vorm is nodig om de functie van tRNA als aminozuurtransporteur (bij de translatie) goed uit te voeren. Ook ribozymen, die katalytische activiteit vertonen, vouwen zich op basis van zelfcomplementariteit. Het feit dat nucleïnezuren deze eiwit-achtige eigenschappen kunnen hebben, is een belangrijk argument voor de RNA-wereld.